# Ruesga (Cantabria)
Ruesga es un municipio de la comunidad autónoma de Cantabria (España), situado en la comarca del Asón-Agüera. El municipio se divide en dos partes, la de menor extensión se sitúa al oeste del municipio de Arredondo. Se ubica en la zona oriental interior de comunidad autónoma.
El municipio de Ruesga es un valle por el que discurre el río Asón y limita con los municipios cántabros de Solórzano y Voto, al norte; Soba, al sur; Rasines y Ramales de la Victoria, al este; y por último Arredondo, Riotuerto y Entrambasaguas por el oeste.

## Geografía
Al ser una zona con suelo calcáreo, hay un gran número de cuevas y simas que son exploradas todos los años por espeleólogos venidos de todo el mundo. Destaca especialmente en este campo Matienzo.

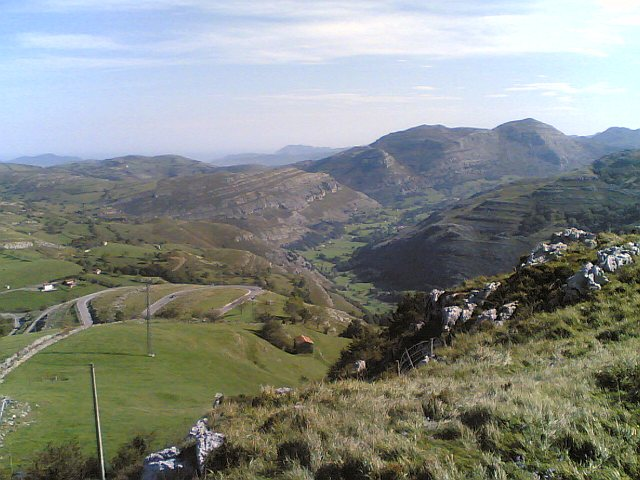
Valle de Matienzo

Entre todas la cuevas de la zona, destaca principalmente la cueva de la Redaña que es la segunda cueva más larga de Cantabria, con más de 20 kilómetros, y forma parte del sistema de cuevas de los Cuatro Valles, que engloba los valles de Matienzo, Riaño, Llueva y Secadura. 
También hay que destacar la hondonada de Hoyo Masayo, que es una depresión situada a 650 metros de altitud; la Torca de Bernallán que es una sima de 579 metros de profundidad y el poljé de Matienzo que es una depresión de algo más de un kilómetro y está declarado Punto de Interés Geológico, siendo uno de los mayores de Europa.
Gran Pozo MTDE es situado en la ladera de Porracolina, en la vertiente del valle de Calseca, en Ruesga con una profundidad de 435,92 metros. Según las clasificaciones internacionales, este pozo entraría en la lista de los diez pozos verticales más profundos del mundo no construido por el ser humano, y dentro de la categoría de pozos interiores de caída libre, estaría en segunda posición mundial, tras la sima de Velebita, en Croacia, con 513 metros, y justo por delante de los 424 metros de la sima de Baiyu Dong, en China.

### Localidades
- Calseca, esta localidad se ubica en el valle del río Miera a 420 metros de altitud sobre el nivel del mar y a 18 kilómetros de la capital municipal. Su terreno forma un exclave del municipio de Ruesga entre los de Arredondo, Miera, San Roque de Riomiera y Soba. En el año 2024 contaba con una población de 30 habitantes.[2]
- Matienzo, Una localidad de Ruesga a escasos kilómetros de la capital Riva. Se localiza en el fondo del poljé de mismo nombre, el mayor poljé habitado de Europa y catalogado como Punto de Interés Geológico por el Instituto Geológico y Minero de España. Se encuentra separado del resto del Valle de Ruesga por el Alto de la Cruz Uzano. Su población es de 209 personas.[2]
- Mentera Barruelo, como su nombre indica, este pueblo se divide en dos núcleos claramente diferenciados: Mentera y Barruelo. A excepción del enclave de Calseca, se trata del pueblo situado a una mayor altitud del municipio, en la ladera sur del Pico Rubrillo. Debido a esta privilegiada situación, posee excelentes vistas del Valle de Ruesga.[2]
- Ogarrio, se localiza en el centro del Valle, sobre la amplia llanura aluvial conformada por el río Asón. Su población asciende a 157 habitantes, y se caracteriza, además de por su arquitectura, por la amplia mies que rodea al pueblo, cuyo verde paisaje invita a recorrerla con un relajante paseo.[2] Destaca también por su importancia en el municipio el barrio de Lastras, perteneciente a la localidad de Ogarrio.
- Riva (Capital),  situándose allí la casa consistorial. Cuenta con 161 habitantes. Al igual que otros núcleos del municipio, posee un importante patrimonio arquitectónico, destacando la Torre de los Arredondo.[2]
- Valle, con 185 habitantes, se encuentra ubicado en el flanco oriental del municipio, en las orillas del río Asón. Se trata de un núcleo con un importante patrimonio arquitectónico, en forma de palacios, casonas y casas de indianos.[2]

## Historia
Se le menciona con el nombre de Valle de Ruesga en el testamento de Ordoño II, conservado en el Liber Testamentorum de la Catedral de Oviedo.
Consta su vinculación a la Colegiata de Valpuesta, sede del obispado hasta el siglo XI.
La expansión del señorío del linaje de los Velasco a Ruesga está constatada en el Libro Becerro de las Behetrías (1352), que dice que este valle de Ruesga es de Pedro Fernández de Velasco. En 1392, Juan II de Castilla confirma a su camarero mayor, Juan de Velasco, todos los lugares que tenía, entre otros, en Ruesga y en Soba.
En 1434 consta el pago de pechos al Duque de Haro, figurando los concejos de Matienzo, Barruelo y Riba en Solares.
El censo de Floridablanca, en el siglo XVIII, confirma el señorío a los descendientes de los Velasco, los Duques de Frías, que nombraban alcalde mayor y regidor pedáneo.
Tras el final del Antiguo Régimen, al configurarse los ayuntamientos, el valle de Ruesga se dividió en dos municipios, al sur con la localidad única de Arredondo, y el resto agrupando con capitalidad en Riva, dicha localidad, así como Matienzo, Mentera con su barrio de Barruelo, Garrio y Valle. En 1822 tenía una población de 2524 habitantes.
El actual municipio de Ruesga tiene su origen en 1822. Fue entonces cuando el valle de Ruesga se dividió en dos, quedando la zona sur como el municipio de Arredondo y el territorio restante como el actual municipio de Ruesga, incluido el enclave de Calseca. Las escuelas antigua pudieron construirse gracias a la contribución de don Emeterio Zorrilla Bringas, notable emigrado a Cuba en la segunda mitad del siglo XIX.

## Economía
Un 36,2 % de la población de Ruesga se dedica al sector primario, un 14,5 % a la construcción, un 11,4 % a la industria y por último un 37,9 % al sector terciario. Predomina por tanto el sector servicios.
En 2019, la renta neta media por persona fue 10 871 €, en 2015 fue 9321 €.

## Demografía
Ruesga cuenta con una población de 830 habitantes (INE 2024).
| Gráfica de evolución demográfica de Ruesga entre 1842 y 2021                                                        |
| |
| Población de derecho según los censos de población del INE Población de hecho según los censos de población del INE |

## Administración y política
Jesús Ramón Ochoa Ortiz (PRC) es el actual alcalde del municipio. Jesús Ramón Ochoa Ortiz ya ostenta el cargo de alcalde desde 1991 pero como representante del Partido Popular. Sin embargo, a partir de las elecciones municipales de 2007 Jesús Ramón Ochoa decidió presentarse como candidato por el PRC, puesto que el PP no contaba con él para volverse a presentar como candidato en el municipio.
En las elecciones municipales de 2019, el PRC obtuvo 4 de los 7 concejales, contra 3 del Partido Popular. En número de votos esto se traduce en 363 para el PRC, 240 para el PP y 50 para el PSOE.
En las elecciones municipales del 28 de marzo de 2023, el PRC obtuvo 4 de los 7 concejales, contra 3 del Partido Popular. En número de votos esto se traduce en 328 para el PRC, 254 para el PP y 42 para el PSOE.
| Partido político                         | 2023  | 2023  | 2023       | 2019  | 2019  | 2019       | 2015  | 2015  | 2015       | 2011  | 2011  | 2011       | 2007  | 2007  | 2007       | 2003  | 2003  | 2003       |
| Partido político                         | Votos | %     | Concejales | Votos | %     | Concejales | Votos | %     | Concejales | Votos | %     | Concejales | Votos | %     | Concejales | Votos | %     | Concejales |
| Partido Regionalista de Cantabria (PRC)  | 328   | 51,73 | 4          | 363   | 54,83 | 4          | 410   | 59,25 | 5          | 420   | 52,83 | 5          | 484   | 53,42 | 5          | 257   | 30,7  | 3          |
| Partido Popular (PP)                     | 254   | 40,06 | 3          | 240   | 36,25 | 3          | 158   | 22,83 | 1          | 251   | 31,57 | 3          | 245   | 27,04 | 2          | 485   | 57,95 | 5          |
| Partido Socialista Obrero Español (PSOE) | 42    | 6,62  | 0          | 50    | 7,55  | 0          | 118   | 17,05 | 1          | 120   | 15,09 | 1          | 170   | 18,76 | 2          | 91    | 10,87 | 1          |

## Cultura

### Patrimonio
Destacan tres bienes de interés cultural, con categoría de zona arqueológica en Matienzo:
- Cueva de El Patatal
- Cueva de Cofresnedo
- Cueva de Los Emboscados

Además, el Palacio de los Valle o Palacio de Valle o de Bárcena es un Bien inventariado.

### Fiestas y romerías
- La patrona del municipio es la Virgen de los Milagros (3 de septiembre), cuyo santuario se encuentra ubicado la localidad de Valle
- En la Alcomba :San Bernabé (11 de junio)
- En Barruelo: San Pedro (29 de junio) y la Octava del Corpus (fiesta móvil)
- En Mentera: San Esteban (3 de agosto)
- En Valle: San Félix (1 de agosto)
- En Ogarrio: San Miguel (29 de septiembre)
- En Riva: Santiago, apóstol (25  de julio); Santa Ana (26 de julio) y san Valentín (27 de julio)
- En Matienzo: Ntra. Sra. del Rosario (primer domingo de octubre) y San Martín (11 de noviembre)

## Personas destacadas
- Francisco Javier Cornejo (1669-1750), marino militar, teniente general de la Armada Española